# Slag bij Hanover
De Slag bij Hanover vond plaats op 30 juni 1863 in en rond Hanover in York County (Pennsylvania) tijdens de Amerikaanse Burgeroorlog.
Terwijl de Zuidelijke generaal-majoor J.E.B. Stuart rond de Noordelijke flank van het vijandelijk leger trekt, valt hij bij Hanover een Noordelijke cavalerieregiment aan. De brigade van brigadegeneraal Elon Farnsworth voerde een tegenaanval uit waarbij de Zuidelijke voorhoede op de vlucht slaat. Tijdens deze actie wordt Stuart bijna gevangengenomen. Stuart voerde op zijn beurt een nieuwe aanval uit. Farnsworth kon zijn positie behouden dankzij de versterkingen van brigadegeneraal George A. Custer. Stuart werd gedwongen om ook rond deze stad te rijden. Dit vertraagde zijn aansluiting bij de hoofdmacht van het Army of Northern Virginia.

## Achtergrond
In juni 1863 trok Robert E. Lee met zijn Army of Northern Virginia door de Shenandoahvallei om Pennsylvania aan te vallen. De cavalerie onder leiding van J.E.B. Stuart was in oostelijke richting vertrokken om raids uit te voeren in Maryland, het hinterland van het Army of the Potomac. Terwijl Stuart op strooptocht was, kon hij Lees leger niet afschermen van nieuwsgierige ogen en informatie inwinnen. Toen Stuart in noordelijke richting reed om opnieuw aansluiting te vinden met Lee, gaf generaal-majoor Alfred Pleasonton het bevel aan zijn cavalerie om zich te verspreiden over een groter gebied. Zo probeerden ze het Zuidelijke leger te lokaliseren.
De divisie van brigadegeneraal Judson Kilpatrick bevond zich op de rechterflank van het Noordelijke leger. Het merendeel van zijn eenheden trok door Hanover in de ochtend van 30 juni. Daar pauzeerden ze even. Op 27 juni was Hanover aangevallen door de Zuidelijke cavalerie onder leiding van kolonel Elijah V. White. Ze namen paarden, eten, kledij, schoenen en waardevolle voorwerpen mee. De cavaleristen hadden dit alles betaald met waardeloos Zuidelijke geld. De telegraaflijnen waren doorgesneden. Daarna trokken Whites mannen door naar het treinstation bij Hanover Junction. De onverwachte aankomst van Kilpatricks mannen in het dorp was dan ook een zeer aangename verrassing voor de dorpsbewoners.
Na de pauze trokken Kilpatricks soldaten door in noordelijke richting naar Abbottstown, Pennsylvania. Hij liet een kleine achterhoede achter om de wegen in zuidelijke en westelijke richting rond Hanover te bewaken. Ondertussen trok Stuart door Maryland naar Pennsylvania. Toen hij vernam dat er Noordelijke eenheden rond Littlestown, zijn volgende overnachtingsplaats, bevonden; reed hij door naar Hanover. Zijn opmars werd vertraagd door de grote bagagetrein van 125 zwaarbeladen karren die hij bij Rockville, Maryland had veroverd. Op 29 juni had hij een korte schermutseling uitgevochten met de Noordelijke Delaware Cavalry bij Westminster.

## De slag
Rond 10.00u op 30 juni botste de achterhoede van de 18th Pennsylvania Cavalry op Zuidelijke verkenners op ongeveer 5 km van Hanover bij Gitt’s Mill. Tijdens het vuurgevecht sneuvelde één Zuidelijke soldaat en raakten er verschillende gewond. Kort daarna werden 25 soldaten van Company G van de 18th Pennsylvania gevangengenomen door de 13th Virginia van John R. Chambliss’ brigade. Zij vormden de voorhoede van Stuarts cavalerie.
Ten zuidwesten van Hanover dicht bij Pennville botste de 2nd North Carolina Cavalry de 18th Pennsylvania aan. De Noordelijken trokken zich in wanorde terug door de straten van Hanover. Stuarts artillerie opende het vuur op de vluchtende soldaten. Terwijl de Zuidelijken het stadje bezetten, werden ze in de flank aangevallen door de 5th New York Cavalry. Hierdoor werden de Zuidelijken op hun beurt verdreven. De bevelhebber van de 2nd North Carolina Cavalry werd gevangengenomen.
De strijdende partijen stuurden beide versterkingen naar het slagvled. Judson Kilpatrick kwam vanuit noordelijke richting aanrijden. Hij stelde zijn soldaten op in en rond het stadje. Ze gooiden barricades op met tonnen, karren en kisten. Kort voor de middag trokken de Zuidelijken zich na enkele korte gevechten terug. Kilpatrick stelde de pas aangekomen brigade van Custer op om zijn slaglinie te versterken en wachtte het verder verloop af. Stuart kreeg versterking van Fitzhugh Lees brigade. Hij nam nieuwe stellingen in ten zuidwesten en zuidoosten van Hanover in. Rond 14.00u bracht Wade Hampton III zijn troepen in stelling op de uiterste rechterflank van de Zuidelijke slaglinie. De volgende twee uren vocht de artillerie van beide partijen een duel uit waarbij verschillende granaten in het dorp terechtkwamen. Tijdens het artillerieduel stuurde Custer zijn 6th Michigan naar voren en viel de stellingen aan waar Chambliss en zijn soldaten opgesteld stonden. Na twee aanvallen werden de Zuidelijken verdreven en werd een communicatielijn naar het Noordelijke XII Corps geopend. Na enkele kleine schermutselingen trokken de Zuidelijken zich terug.

## Gevolgen
Stuart zag in dat hij de Noordelijke eenheden niet gemakkelijk kon verslaan. Hij trok zich in noordoostelijke richting terug via Jefferson naar York waar zich de divisies van Early bevonden. Terwijl Stuart op weg was naar York vernam hij dat Early ondertussen naar Dover (Pennsylvania) marcheerde. Stuart marcheerde nu in noordelijke richting om aansluiting te vinden met Early en luitenant-generaal Richard S. Ewell. Door de vele vertragingen en omwegen zou Early niet tijdig aansluiting vinden bij Lees leger.
De Noordelijken verloren 19 doden, 73 gewonden en 123 vermisten terwijl de Zuidelijken 9 doden 50 gewonden en 58 vermisten verloren.